# Zographus nitidus
Zographus nitidus là một loài bọ cánh cứng trong họ Cerambycidae.